# Slag op de Planta

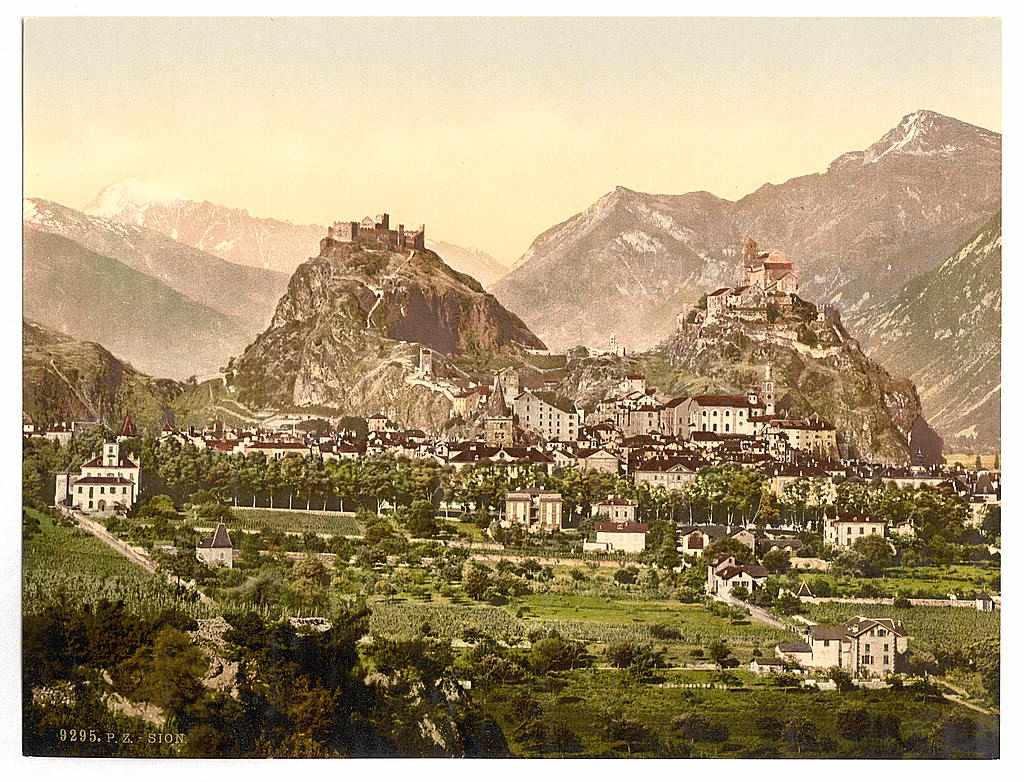
Plaats van de slag

De Slag op de Planta was een veldslag tussen het hertogdom Savoye en de Eedgenoten op 13 november 1475 tijdens de Bourgondische Oorlogen.

## Aanleiding
In januari 1475 sloot Karel de Stoute een verbond met het hertogdom Savoye en het hertogdom Milaan. Dat was een reactie op het verbond Ewige Richtung dat de Eedgenoten in 1474 met de Habsburgse keizer afgesloten hadden. Keizer Frederik III riep de Eedgenoten op tot een Reichskrieg tegen Karel de Stoute. Daarop gaf de Tagsatzung volmacht aan Bern om Bourgondië de oorlog te verklaren.
Wallis werd nu van twee kanten bedreigd:
- In het westen bij de hoofdstad Sion langs de rivier Morge door het hertogdom Savoye.
- In het oosten door het hertogdom Milaan, dat huurlingen over de Grote Sint-Bernhardpas stuurde.

## Beleg van Conthey
In oktober 1475 zetten de Berner de Walliser ertoe aan om Conthey in te nemen, maar dat lukte niet. De bisschop van Genève, Johann Ludwig van Savoye, kon met zijn troepen uit Savoye de vesting verdedigen.
Op 12 november kwam de hoofdmacht van het leger van Savoye onder hertogin Yolande van Valois te Conthey aan met 10.000 soldaten en 1500 ridders. Om de stad Sion te verdedigen waren er maar 300 man. De Landsturm van de Zehnden met 3000 tot 4000 man was nog onderweg.
In de ochtend van 13 november stak de hoofdmacht van Savoye de grensrivier Morge over en joeg de voorhoede van Wallis op de vlucht. Tegelijk stootte een kleine troep uit Savoye langs de linkerflank door naar Savièse. Ze versloegen de verdedigers en plunderden en brandschatten de dorpen. De hoofdmacht rukte op tegen de stad Sion en trok de westelijke stadsdelen in. Ondertussen was de Landsturm van de Zehnden aangekomen en die konden de Savoyaarden weer uit de stad verdrijven.

## La Planta
De troepen uit Savoye hergroepeerden zich voor de stad in de plaats La Planta bij Sion. De slecht uitgeruste Walliser konden in open veld weinig beginnen tegen de Savoyaarden. De troepen van de Landsturm vluchtten. Ondertussen stootten 3000 vrijwilligers uit Bern, Fribourg en Solothurn over de Sanetschpas naar Savièse door en ze bedreigden de linkerflank van de Savoyaarden. De Berner zetten de Walliser aan om opnieuw te vechten door de vluchtenden te doden. Om hun linkerflank te dekken, trokken de Savoyaarden zich iets naar het westen terug. De Eedgenoten en de Walliser vielen frontaal aan. Na een heftig gevecht sloegen de Savoyaarden in paniek op de vlucht. Hun bagage lieten ze achter: zes wagens met harnassen, wapens, vlaggen en 120 paarden vielen in handen van de Walliser.

## Gevolgen
De Savoyaarden lieten 1000 doden achter, waaronder 300 ridders. De Walliser en Berner achtervolgden de vluchtenden tot de nacht viel. Ze namen ook Conthey in. In de dagen na de slag veroverden de Walliser heel Unterwallis tot Saint-Maurice en ze bezetten ook de strategisch belangrijke Grote Sint-Bernhardpas. Op 1 december sloten Bern en Fribourg een wapenstilstand met hertogin Yolande van Valois. De bisschop van Sion Walther II. Supersaxo von der Fluhe weigerde later om de veroverde 
gebieden aan Savoye terug te geven en in 1477 lijfde hij ze bij Wallis in.